# ケーダー県
ケーダー県（ケーダーけん、英語: Kheda District）は、インド西部グジャラート州内に33ある県のひとつ。中心都市ケーダーが県行政の中心地となってきたが、2013年9月17日に県都はナディアードへ移された。

## 歴史

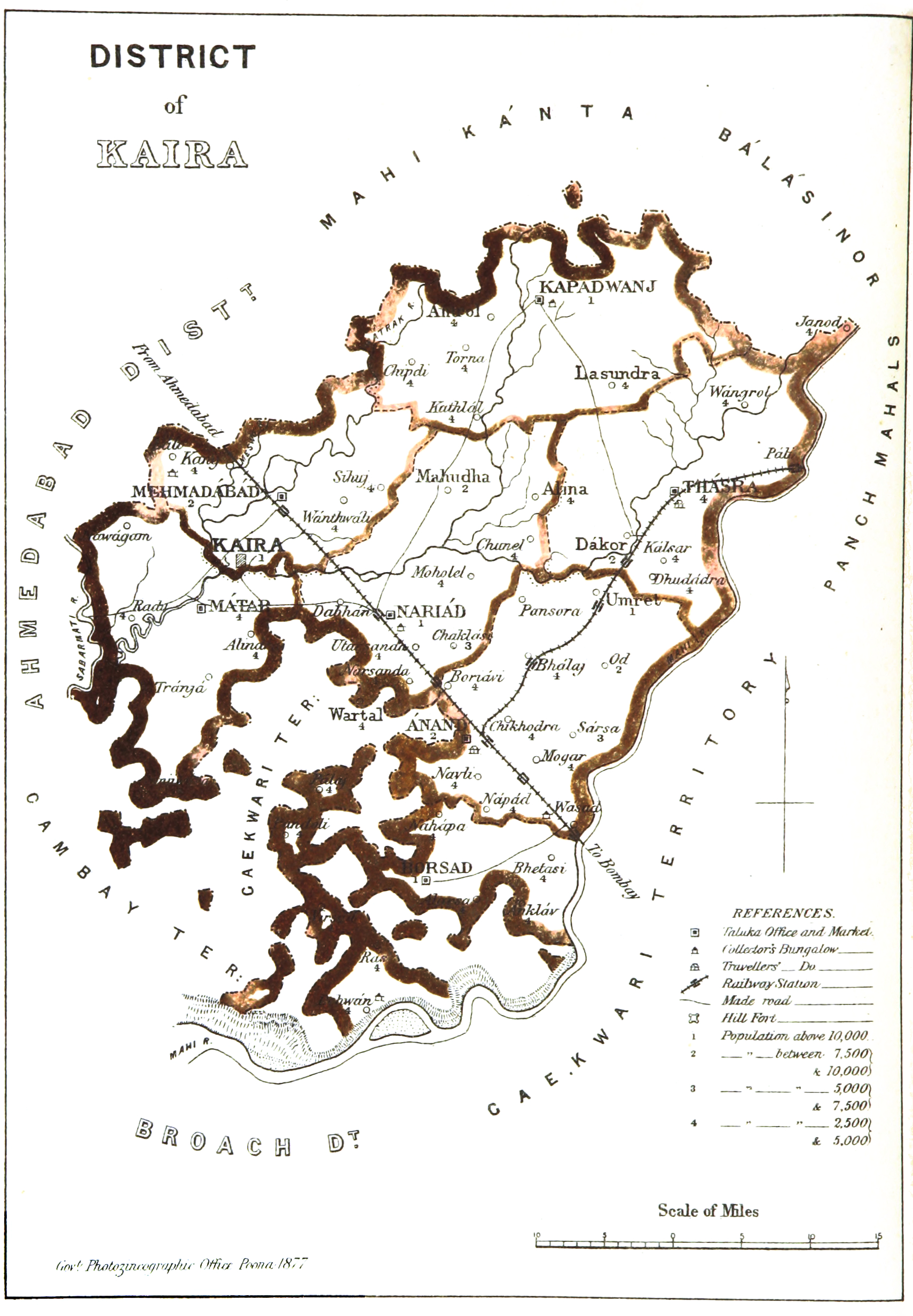
1855年当時のケーラー県。

この地域は、かつてはケーラー県 (Kaira district) と称されていた。1997年には、南部が分離されてアーナンド県 (Anand district) となったi。 ケーラー県のチャロタール (Charotar) 地方には、テシル/郡に相当する下位区画であるタルカ　(taluka) が、アーナンド (Anand)、ボルサード (Borsad)、ナディアード (Nadiad)、ペトラード (Petlad) と4つ設けられていた。県の分離が行われた際に、 ナディアード・タルカ　はケーダー県に帰属し、残り3つのタルカはアーナンド県に帰属した。
20世紀前半におけるインド独立運動の中で、チャロタール地方をはじめケーラー県のパティダール階層の人々は、イギリス側に対して様々な局面で抵抗したが、特に1913年のケーダーにおける反税金闘争、1918年のケーダー・サティヤーグラハ、1923年のボルサード・サティヤーグラハ、1928年のバルドり・サティヤーグラハが知られている。

## 人口構成
| ケーダー県における宗教 | ケーダー県における宗教 | ケーダー県における宗教 | ケーダー県における宗教 | ケーダー県における宗教 |
| ---------------------- | ---------------------- | ---------------------- | ---------------------- | ---------------------- |
| 宗教                   |                        |                        | ％                     |                        |
| ヒンドゥ教             | ヒンドゥ教             |                        | 87.0%                  | 87.0%                  |
| イスラム教             | イスラム教             |                        | 11.5%                  | 11.5%                  |
| ジャイナ教             | ジャイナ教             |                        | 0.5%                   | 0.5%                   |

2011年インド国勢調査によると、ケーダー県の人口は 2,299,885人であり、ラトビアの総人口やアメリカ合衆国ニューメキシコ州の人口と概ね同じ水準にある。これは、全部で640あるインドの県の中で 197位にあたる。ケーダー県の人口密度は 541人毎平方キロメートル (1,400/sq mi) である。2001年から2011年にかけての10年間における人口成長率は 12.81%であった。ケーダー県では男性1000人に対して、女性は937人がおり、識字率は 84.31%となっている。
2011年インド国勢調査の時点では、人口の 97.35%が第一言語としてグジャラート語を使用しており、ヒンディ語とした者は 2.03% であった。

## 名所
- ダコール（英語版） - クリシュナの化身、ランチョドライ (Ranchodrai) を祀るヒンドゥー教寺院がある[12]。
- ヴァドタル（英語版）　- スワミナラヤン寺院（英語版）があり、スワミナラヤン（英語版）派ヒンドゥー教の巡礼地となっている[13]。